# Ключборк
Клю̀чборк (на полски: Kluczbork; на немски: Kreuzburg) е град в Южна Полша, Ополско войводство. Административен център е на Ключборски окръг, както и на градско-селската Ключборска община. Заема площ от 12,35 км2.

## География
Градът се намира в историческата област Горна Силезия. Разположен е 45 километра североизточно от Ополе, на 38 километра югоизточно от Намислов, на 71 километра северозападно от Ченстохова и на 44 километра югозападно от Велюн. През града тече река Стобрава, десен приток на Одра.

## История
Селището е основано през 1253 година с разрешението на княз Хенрик III Бяли. През 1274 година получава градски права от княз Хенрик IV Праведни. В годините 1323 – 1675 е в състава на Легнишко – Бжешкото княжество. След смъртта на княз Йежи IV Вилхелм, последен владетел на Легница, Волов и Бжег, неговите земи в частност и Ключборк става притежание на австрийските Хабсбурги. По време на Пътвата силезка война (1740 – 1742), Клюборк и почти цяла Силезия преминават във владение на кралство Прусия. През 1945 година градът е предаден на Полша. В периода (1975 – 1998) е част от Ополското войводство.

## Население
Според данни от полската Централна статистическа служба, към 1 януари 2014 г. населението на града възлиза на 24 544 души. Гъстотата е 1 987 души/км2.

## Спорт
Градът е дом на футболния клуб МКС Ключборк.

## Известни личности
Родени в Ключборк
- Густав Фрайтаг (1816-1895), писател и драматург

## Градове партньори
- Бад Дюркхайм, Германия
- Бережани, Украйна
- Джержоньов, Полша